# Chriss Salbu
Chriss Salbu (1988) è un ex sciatore alpino norvegese.

## Biografia
Attivo in gare FIS dal novembre del 2003, in Coppa Europa Salbu esordì il 19 febbraio 2009 a Monte Pora in slalom gigante, senza concludere la seconda manche, ottenne il miglior piazzamento il 25 febbraio successivo a Tarvisio in supercombinata (45º) e prese per la terza e ultima volta il via il giorno dopo nella medesima località in supergigante (52º). Dalla stagione 2009-2010 gareggiò prevalentemente in Nor-Am Cup, dove il suo miglior piazzamento fu il 4º posto ottenuto nello slalom gigante di Waterville Valley del 16 marzo 2010. Si ritirò durante la stagione 2012-2013 e la sua ultima gara fu uno slalom speciale universitario disputato a Red River il 10 febbraio, non completato da Salbu; in carriera non esordì in Coppa del Mondo né prese parte a rassegne olimpiche o iridate.

## Palmarès

### Nor-Am Cup
- Miglior piazzamento in classifica generale: 38º nel 2010

### Campionati norvegesi
- 1 medaglia:
  - 1 bronzo (supergigante nel 2009)